# 小石川正弘
小石川正弘（日语：／ Koishikawa Masahiro */?，1952年—2020年8月26日），日本天文学家，长期在仙台市天文台从事行星观测工作。为了纪念他的功绩，1991年10月发现的小行星6097以“小石川”命名。

## 生平
1952年生于日本宮城縣宮城郡广濑村愛子（現仙台市青葉區）。宫城县农业高等学校毕业后，进入五藤光学研究所工作两年。1972年成为仙台市天文台技术人员。曾任仙台市教育委员会生涯学习课天文台科长、日本公开天文台协会会长。生涯一共发现了65颗小行星，并为其中的19个命名，这些名字多来源于仙台市的地名和知名人物。2013年退休。晚年受邀在仙台媒體中心从事科普教育活动。2020年8月26日因肺癌在仙台市逝世。

## 发现的小行星
| 小行星3994（爱子）       | 1988年12月2日  | 列表 |
| 小行星4292（青葉）       | 1989年11月4日  | 列表 |
| 小行星4407（太白）       | 1988年10月13日 | 列表 |
| 小行星4539（宫城野）     | 1988年11月8日  | 列表 |
| 小行星4871（河边）       | 1989年11月24日 | 列表 |
| 小行星5128（若林）       | 1989年3月30日  | 列表 |
| 小行星5751（藏王）       | 1992年1月5日   | 列表 |
| 小行星6089（泉）         | 1989年1月5日   | 列表 |
| 小行星6190（雷恩）       | 1989年10月8日  | 列表 |
| 小行星6349（阿卡普尔科） | 1995年2月8日   | 列表 |

| 小行星6859（伊達政宗） | 1991年2月13日  | 列表 |
| 小行星7485（长春）     | 1994年12月4日  | 列表 |
| 小行星7816（河内）     | 1987年12月18日 | 列表 |
| 小行星8084（达拉斯）   | 1989年2月6日   | 列表 |
| 小行星10500（西公园）  | 1987年4月3日   | 列表 |
| 小行星11514（常長）    | 1991年2月13日  | 列表 |
| 小行星12252（光州）    | 1998年11月3日  | 列表 |
| 小行星14032（爱）      | 1994年12月4日  | 列表 |
| 小行星30963（蕃山）    | 1994年11月29日 | 列表 |